# Reuben Kosgei
Reuben Seroney Kosgei (Kapsabet, 2 agosto 1979) è un siepista e maratoneta keniota, campione olimpico dei 3000 metri siepi a Sydney 2000 e campione mondiale a Edmonton 2001.

## Palmarès
| Anno | Manifestazione          | Sede        | Evento       | Risultato | Prestazione | Note                                    |
| ---- | ----------------------- | ----------- | ------------ | --------- | ----------- | --------------------------------------- |
| 1998 | Africani juniores       | Ibadan      | 3000 m siepi | Oro       | 8'40"40     |                                         |
| 1998 | Mondiali juniores       | Annecy      | 3000 m siepi | Oro       | 8'23"76     | Miglior prestazione mondiale stagionale |
| 2000 | Giochi olimpici         | Sydney      | 3000 m siepi | Oro       | 8'21"43     |                                         |
| 2001 | Mondiali                | Edmonton    | 3000 m siepi | Oro       | 8'15"16     |                                         |
| 2003 | Mondiali                | Saint-Denis | 3000 m siepi | Finale    | dnf         |                                         |
| 2006 | Giochi del Commonwealth | Melbourne   | 3000 m siepi | Bronzo    | 8'19"82     |                                         |

## Campionati nazionali
1998
- Oro ai campionati kenioti juniores, 3000 m siepi - 8'28"7 m

2000
- Oro ai campionati kenioti, 3000 m siepi - 8'17"6 m

2001
- Argento ai campionati kenioti, 3000 m siepi - 8'18"0 m

## Altre competizioni internazionali
1999
- Argento agli FBK Games ( Hengelo), 3000 m siepi - 8'12"33

2000
- Argento al Meeting de Paris ( Parigi), 3000 m siepi - 8'03"92
- Oro al Bauhaus-Galan ( Stoccolma), 3000 m siepi - 8'06"58

2001
- Argento alla Grand Prix Final ( Melbourne), 3000 m siepi - 8'17"64
- Argento al Memorial Van Damme ( Bruxelles), 3000 m siepi - 7'57"29
- Argento al Meeting de Paris ( Parigi), 3000 m siepi - 8'08"99
- Oro al Golden Gala ( Roma), 3000 m siepi - 8'09"12

2002
- Oro agli FBK Games ( Hengelo), 3000 m siepi - 8'05"87
- Argento all'Athletissima ( Losanna), 3000 m siepi - 8'10"36
- 5º al Meeting de Paris ( Parigi), 3000 m siepi - 8'12"13

2005
- 5º al Golden Spike Ostrava ( Ostrava), 3000 m siepi - 8'21"07

2006
- 6º al Golden Gala ( Roma), 3000 m siepi - 8'11"66
- Bronzo all'Athletissima ( Losanna), 3000 m siepi - 8'17"10
- 6º al Weltklasse Zürich ( Zurigo), 3000 m siepi - 8'17"51
- 16º al Memorial Van Damme ( Bruxelles), 3000 m siepi - 8'33"70

2007
- Argento al Golden Spike Ostrava ( Ostrava), 3000 m siepi - 8'11"94
- 5º al Meeting de Paris ( Parigi), 3000 m siepi - 8'16"09

2009
- Argento alla Maratona di Firenze ( Firenze) - 2h11'22"
- Oro alla Mezza maratona di Sydney ( Sydney) - 1h04'18"

2010
- Bronzo alla Maratona di Perth ( Perth) - 2h19'01"

2011
- Argento alla Mezza maratona di Melbourne ( Melbourne) - 1h03'43"
- Oro alla Burnley Advanced Freight Half Marathon ( Burnley) - 1h06'23"

2014
- Oro alla Gold Coast Half Marathon ( Gold Coast) - 1h04'56"

2015
- 7º alla Maratona di Melaka ( Melaka) - 2h27'45"
- 4º alla Maratona di Kuala Terengganu ( Kuala Terengganu) - 2h28'13"
- Oro alla Melbourne Half Marathon ( Melbourne) - 1h05'22"